# ダブルデッカー急行
ダブルデッカー急行（Double Decker Express）は、インドの鉄道における列車種別の1つ。収容力に長けた2階建て客車が用いられる。この項目では、その他の2階建て客車を用いるインドの列車についても解説する。

## 概要
インド鉄道における最初の2階建て客車は1975年に製造され、その後1978年からボンベイ - プネー間のシンハガッド急行（Sinhagad Express）で営業運転を開始した。この列車に投入された2階建て客車はインテグラル・コーチ・ファクトリーが製造したICF客車の1車種で、冷房は搭載されていなかった。その後、この非冷房2階建て客車は幾つかの列車に導入されたものの、構造上の問題を始めとする諸事情から主力車両とはならなかった。
その後、2011年2月に冷房装置を搭載した2階建て客車が製造され、同年10月1日からハウラー-ダンバット・ダブルデッカー急行（Howrah–Dhanbad Double Decker Express）で営業運転を開始した。この冷房付き2階建て客車は1990年代以降生産が続くLHB客車を基に設計が行われており、1階建て客車（定員78人）から着席定員数を120人に増やしている他、車体にステンレス鋼を用いる事で重量の軽減が図られている。また、台車には空気ばねが採用されており、乗り心地の快適性が向上している。車内の電力供給方法については集中電源方式（EOG）が用いられ、2階建て客車で構成される編成の前後には電源緩急車が連結されている。

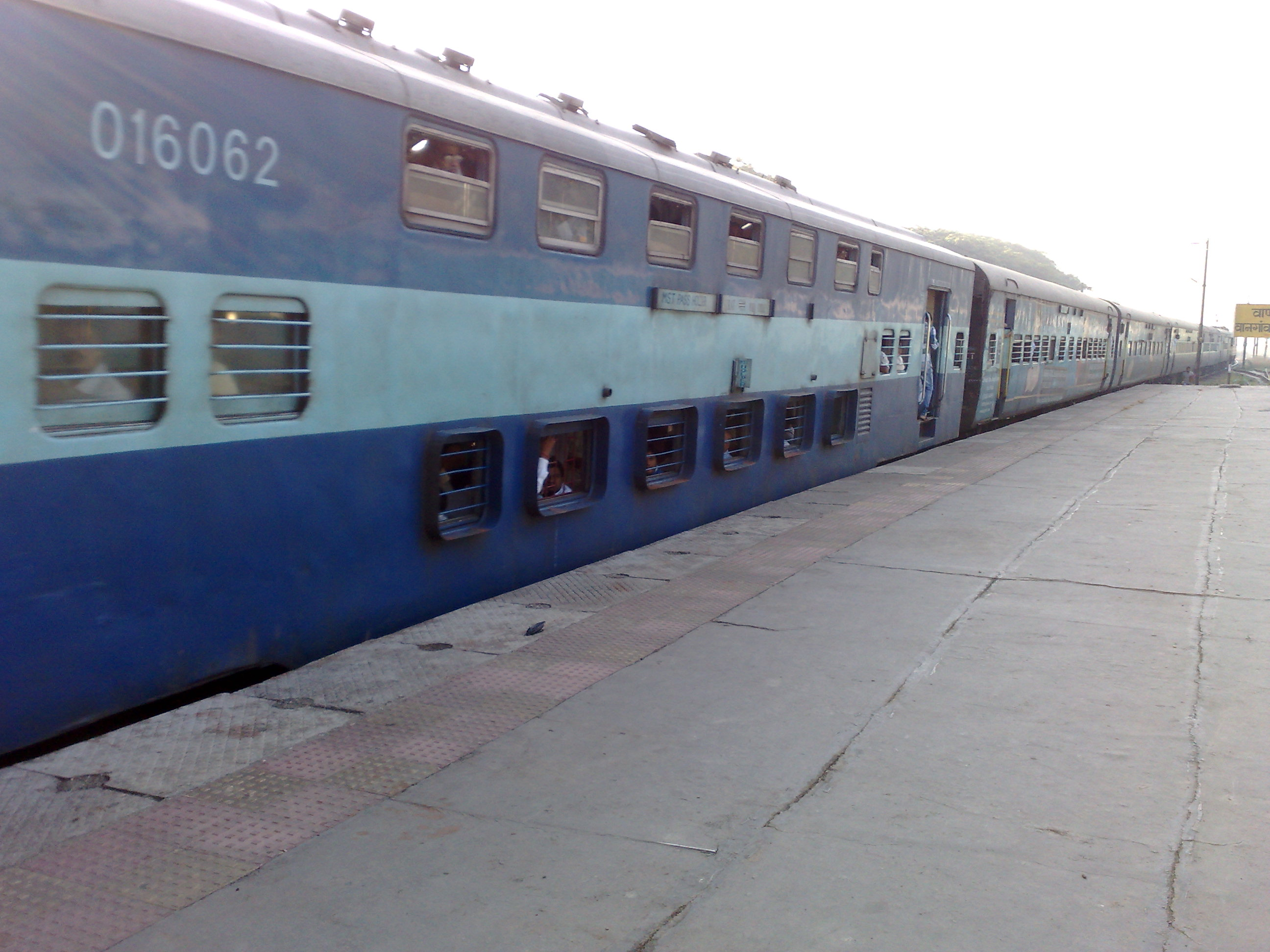
非冷房客車（2012年撮影）
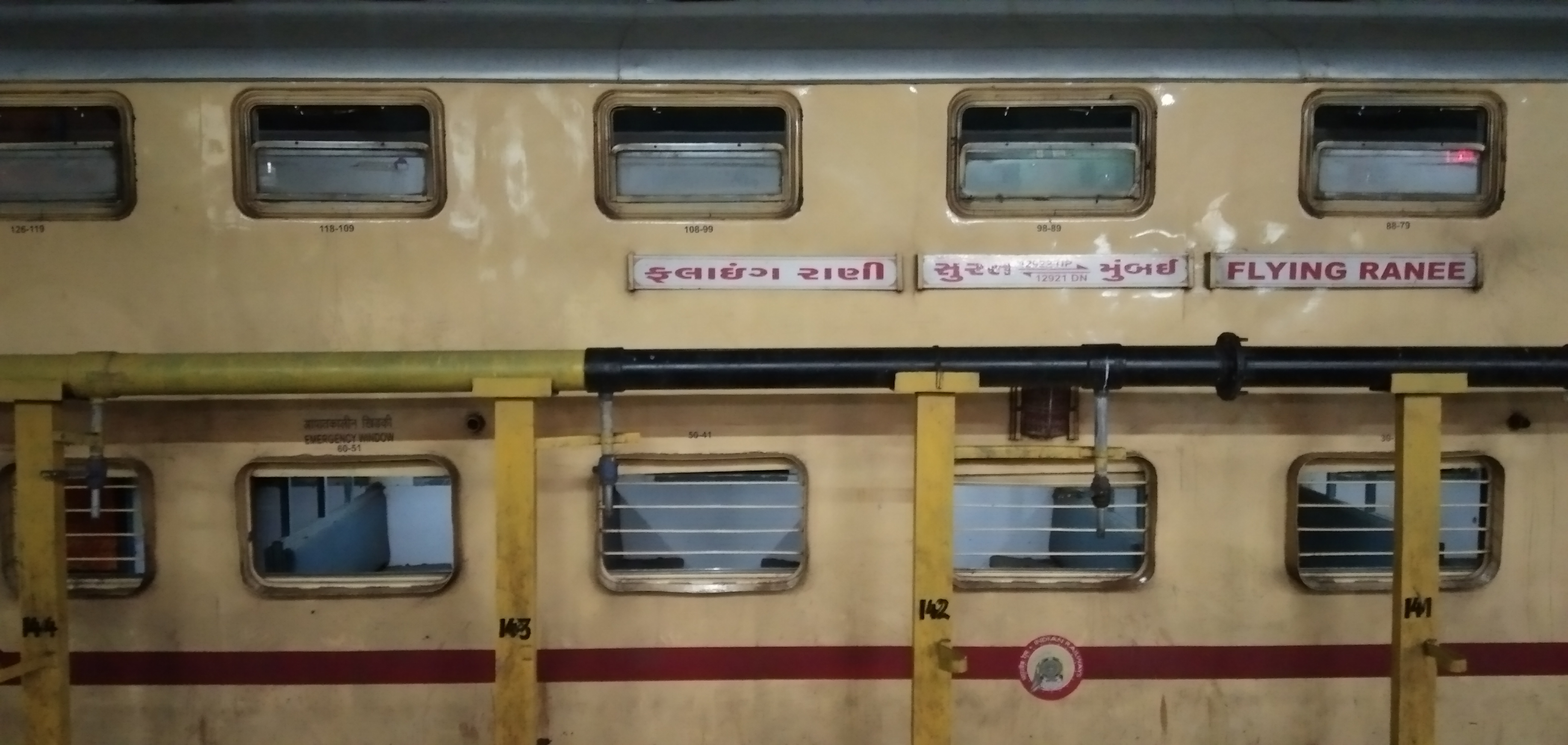
非冷房客車（2019年撮影）
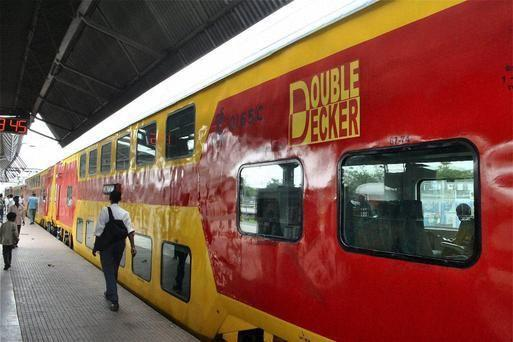
冷房客車（2011年撮影）
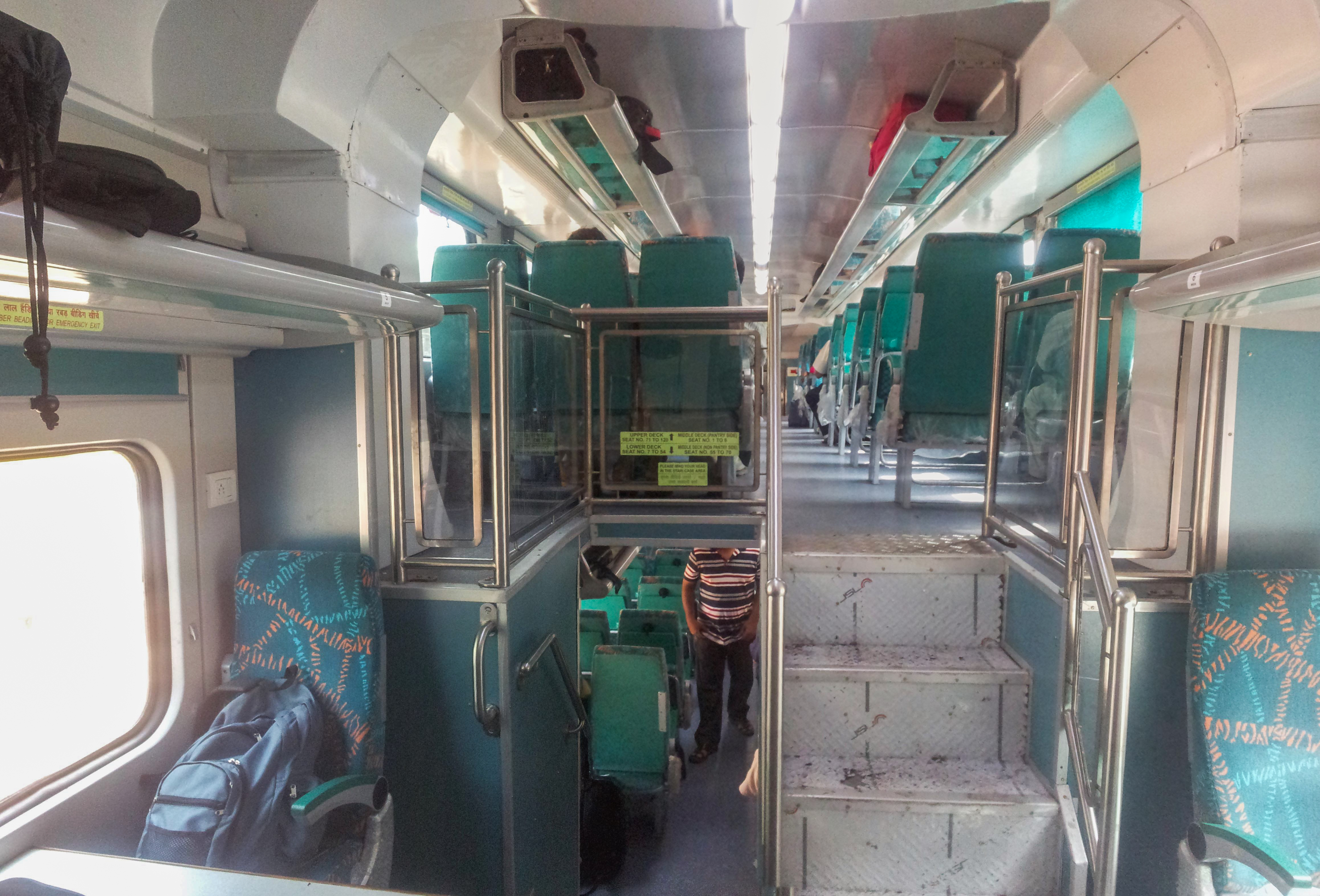
冷房客車の車内（2013年撮影）

## 列車
2024年現在、ダブルデッカー急行を含めた2階建て車両を使用するインド鉄道の列車は、後述する「ウダイ急行」を除き以下の系統が存在する。大半の列車には冷房付き車両が用いられ、一部列車は最高速度130km/hで走行する。
- 非冷房客車
  - ムンバイ・セントラル-ヴァルサド高速旅客（英語版）（Mumbai Central–Valsad Fast Passenger）
- 冷房客車
  - ムンバイ・セントラル-アフマダーバード・ダブルデッカー急行（Mumbai Central–Ahmedabad Double Decker Express）
  - チェンナイ-バンガロール・ダブルデッカー急行（英語版）（Chennai–Bangalore Double Decker Express）
  - ラクナウ・ジャンクション-アナンド・ビハール・ターミナル・ダブルデッカー急行（英語版）（Lucknow Junction–Anand Vihar Terminal Double Decker Express）
  - ジャイプール-デリー・サライ・ロヒラ・ダブルデッカー急行（英語版）（Jaipur–Delhi Sarai Rohilla Double Decker Express）[9]
  - ヴィシャーカパトナム-ティルパティ・ダブルデッカー急行（英語版）（Visakhapatnam–Tirupati Double Decker Express）

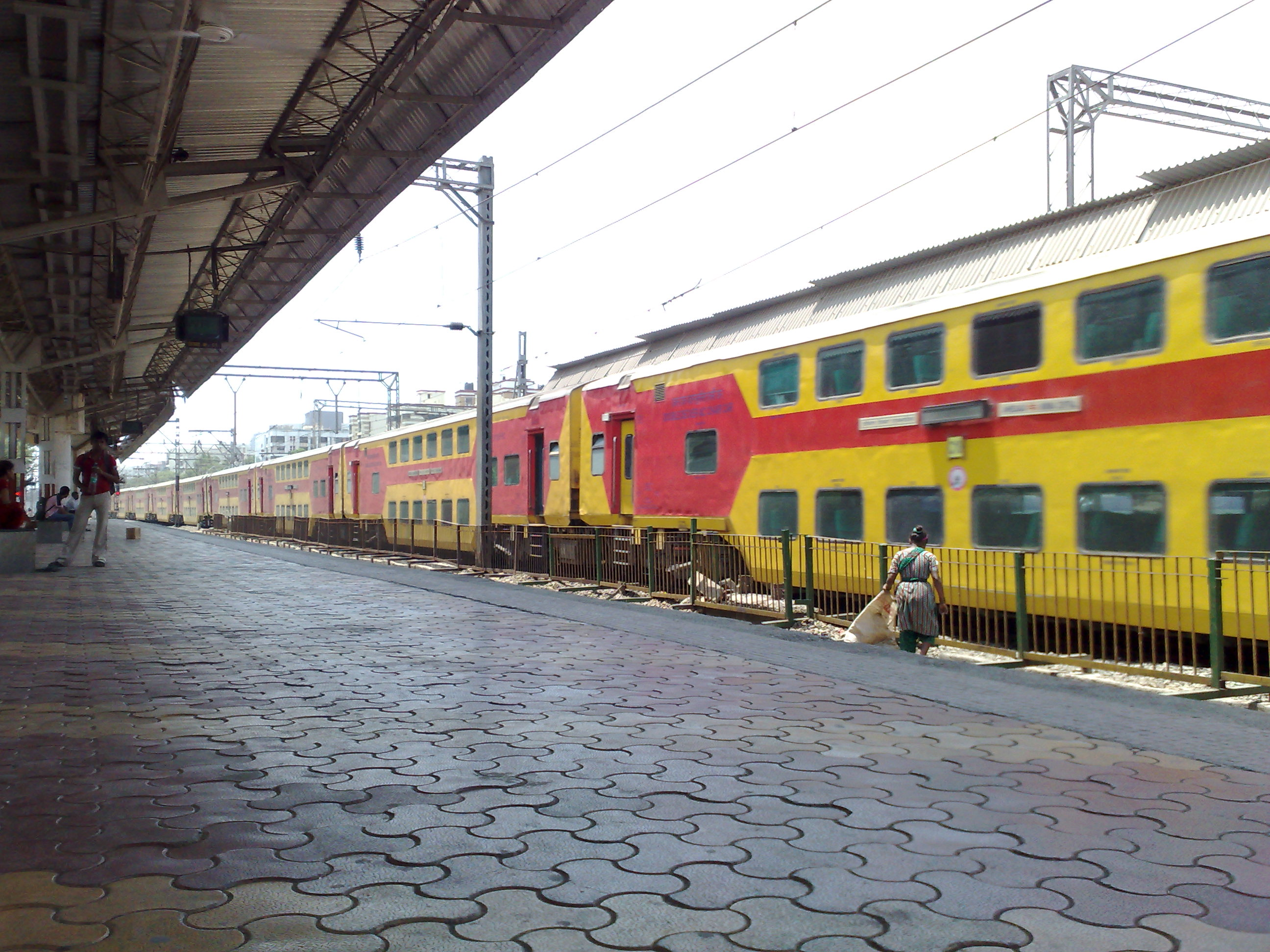
ムンバイ・セントラル-アフマダーバード・ダブルデッカー急行 （2014年撮影）
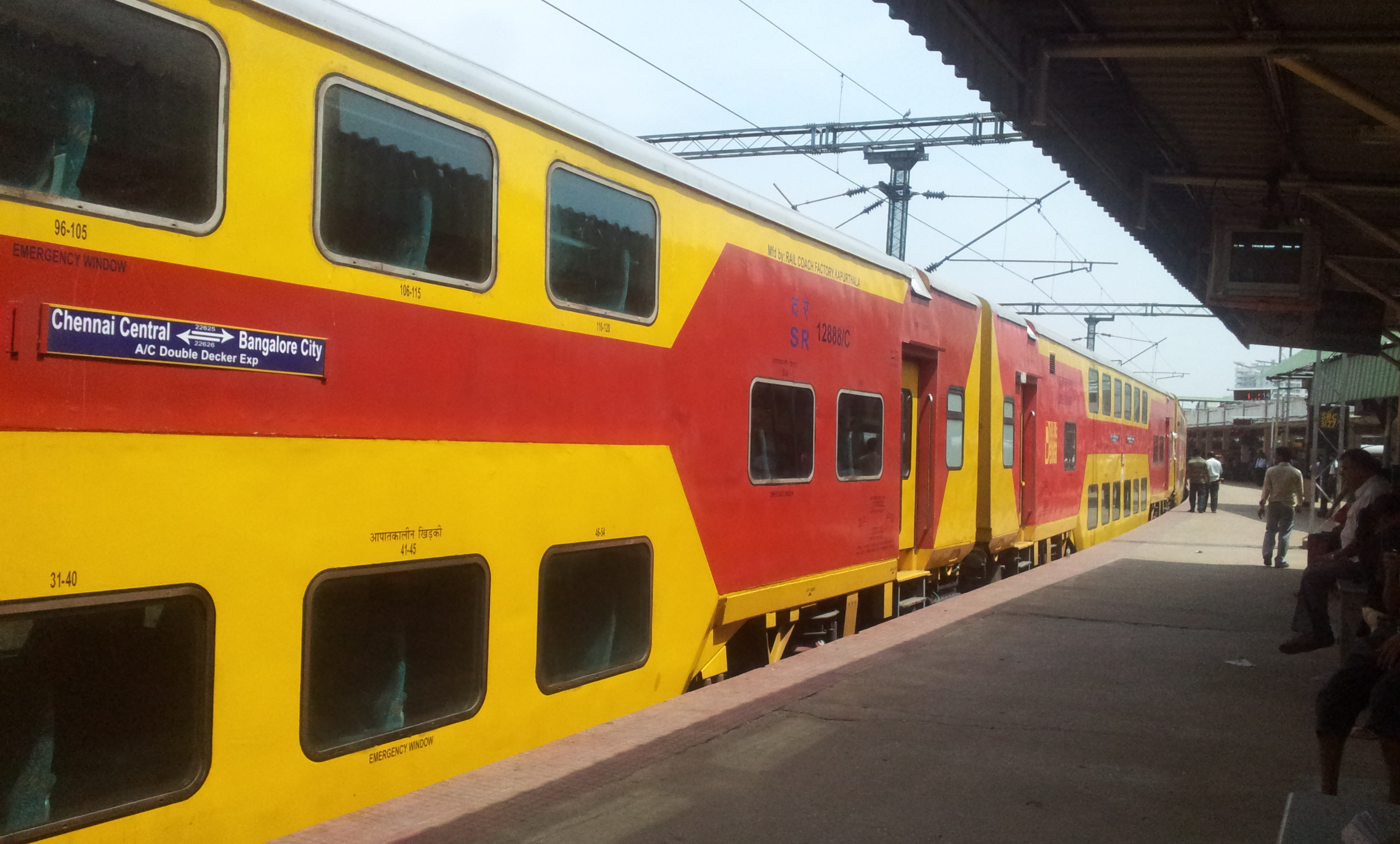
チェンナイ-バンガロール・ダブルデッカー急行（英語版） （2016年撮影）
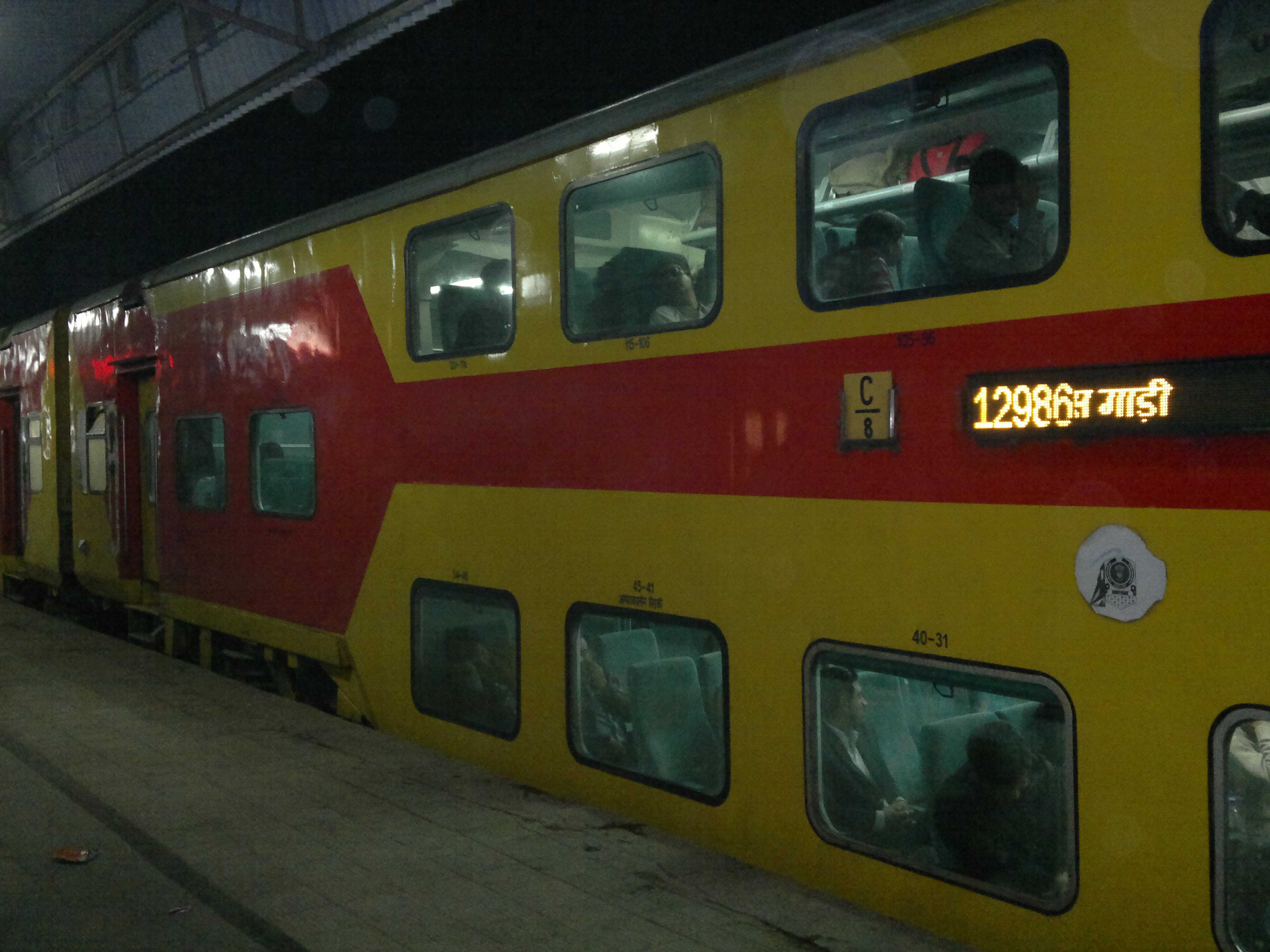
ジャイプール-デリー・サライ・ロヒラ・ダブルデッカー急行（英語版） （2012年撮影）
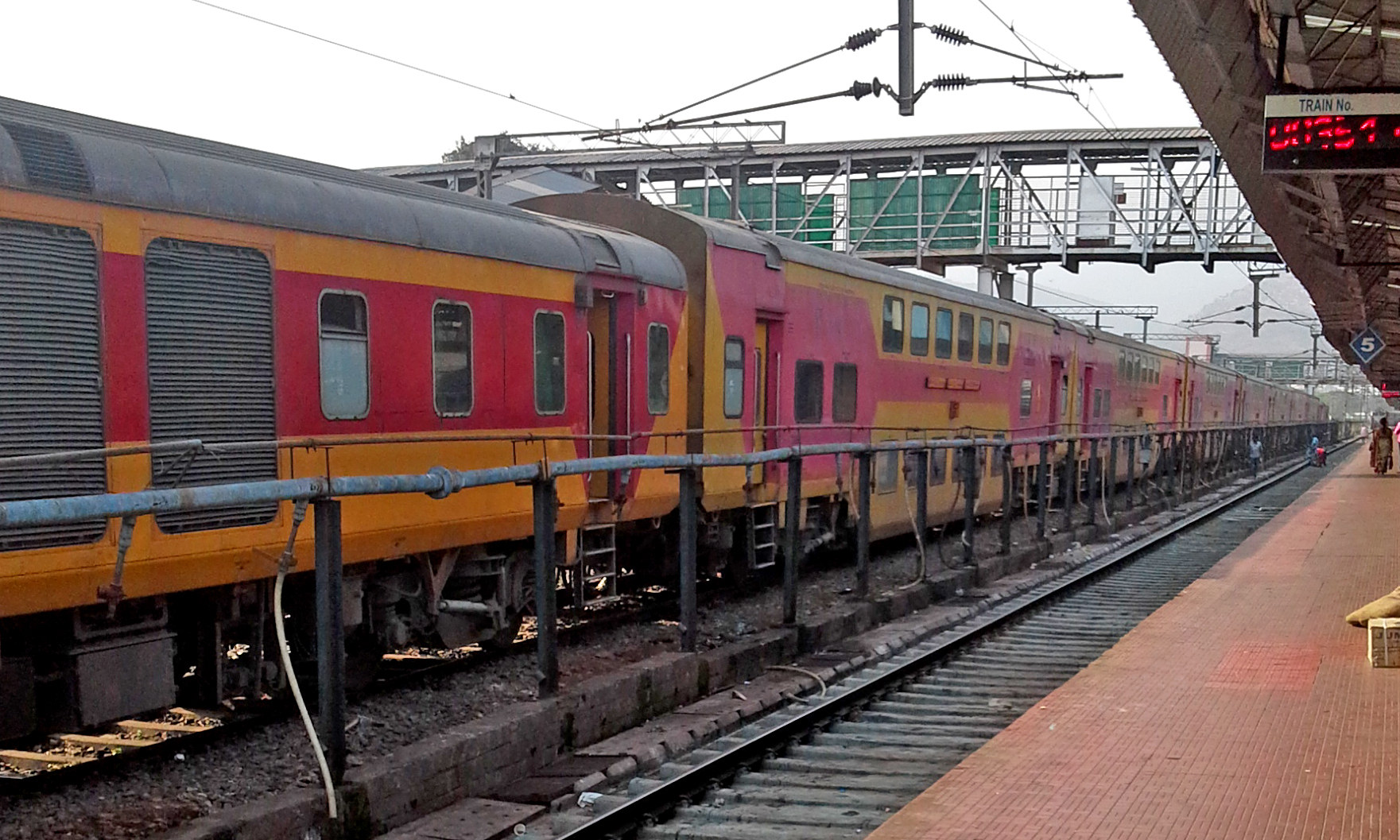
ヴィシャーカパトナム-ティルパティ・ダブルデッカー急行（英語版） （2017年撮影）

## 関連列車
- ウダイ急行（英語版） - 内装の改良を実施した2階建て客車を用いる急行列車。愛称の由来は「素晴らしい2階建て空調付き旅客列車（Utkrisht Double-decker Air-conditioned Yatri Express）」の略称である[10]